# 原田裕成

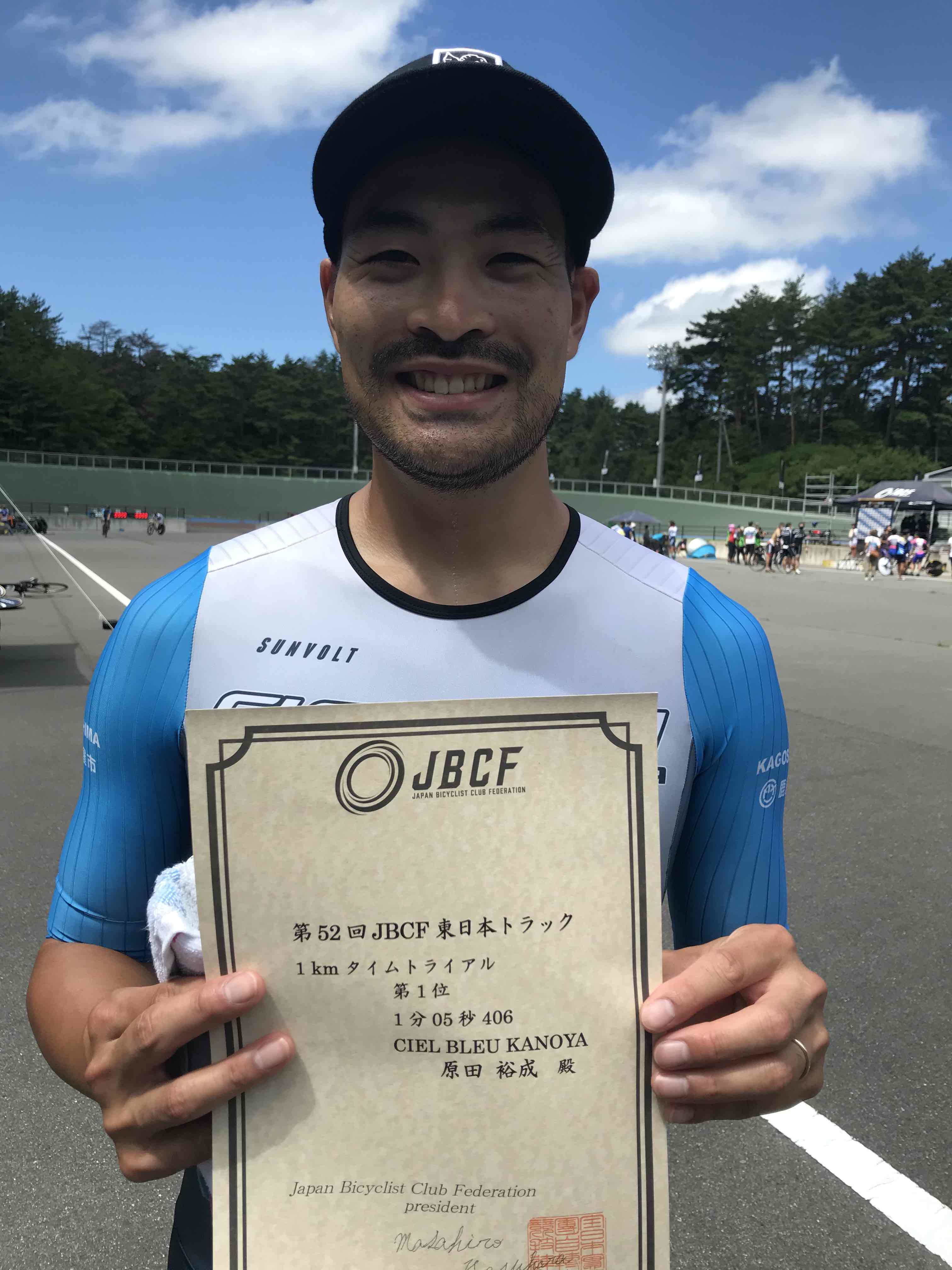
原田裕成選手

原田 裕成（はらだ ひろあき、1993年8月11日 - ）は、日本の自転車競技者（ロードレース）である。岡山県出身。

## 来歴
2009年岡山県立水島工業高校自転車競技部（- 2011）、2012年鹿屋体育大学自転車競技部（-2015）、2016年愛三工業（- 2017）、2018年チームブリヂストンサイクリングを経て、2019年からシエルブルー鹿屋に所属。2020年はヴィクトワール広島にも所属した。

## 戦績
- 2014年 - 神宮外苑大学クリテリウム グループ2B 優勝[2]
- 2015年 - 全日本大学選手権チームTT 優勝[2]、全日本インカレ 4kmIP 優勝[2]、全日本選手権トラック ポイントレース 2位[2]
- 2016年 - アジア選手権 チームパーシュート 2位[2]
- 2018年 - ツアー・オブ・ジャパン堺国際クリテリウム優勝[1]、全日本自転車競技選手権大会4km団体追い抜き優勝[1]・4km個人追い抜き3位[1]
- 2019年 - JBCFトラックチャンピオンシップ（男子ポイント・レース）優勝[3]
- 2020年 - JBCF東日本トラック 4kmIP 1位（日本実業団記録）[1][3]
- 2021年 - 全日本トラック・チーム・パシュート3位[3]